# Giles, Giles & Fripp
Giles, Giles and Fripp was een eigenzinnige Britse band uit het eind van de jaren zestig. De groep bestond iets meer dan een jaar en bracht één album uit, The Cheerful Insanity of Giles, Giles and Fripp, dat in 1968 bij Decca verscheen. Uit het trio zou de groep King Crimson voortkomen.
Giles, Giles and Fripp ontstond in augustus 1967. De broers Michael Giles (drums) en Peter Giles (basgitaar) waren net uit Trendsetters Ltd. gestapt en zochten een zanger/organist. Robert Fripp solliciteerde, en hoewel hij gitaar speelde en niet kon zingen werd hij toch aangenomen. Het trio tekende een contract bij Decca en in 1968 verscheen hun album, The Cheerful Insanity of Giles, Giles and Fripp op het label Deram Records. Het was een mix van lichte jazz, psychedelische pop, vreemde humor, Monty Python-achtige komedie en ongewone ballades. De groep bleef in die tijd echter obscuur, en aanvankelijk werden van het debuutalbum nog geen duizend exemplaren verkocht.
Op 7 juni 1968 werd de bezetting uitgebreid met Ian McDonald (saxofoon en fluit) en diens vriendin Judy Dyble, de eerste zangeres van Fairport Convention. Die laatste hield het na korte tijd voor gezien en begon met Jackie McAuley het duo Trader Horne.
Na het debuutalbum eindigde het contract bij Decca. Peter Giles besloot de muziekbusiness te verlaten en verder te gaan in de computerindustrie. Uit Giles, Giles and Fripp zou echter een nieuwe band ontstaan; Michael Giles, Robert Fripp en Ian McDonald gingen samen met bassist/zanger Greg Lake en tekstschrijver Peter Sinfield verder onder de groepsnaam King Crimson. Peter Giles zou later meespelen op hun tweede album, In the Wake of Poseidon (1970). King Crimson werd al gauw een succesvolle band, en tegen 1974 werd het album van Giles, Giles & Fripp heruitgebracht. Het kreeg deze keer veel meer aandacht. In 2002 verscheen een tweede album, The Brondesbury Tapes, waarop diverse opnames uit 1968 uitgebracht werden, en waarop ook de extra leden waren te horen.